# Moissei Grigorjewitsch Bass
Moissei Grigorjewitsch Bass (russisch Моисей Григорьевич Басс; * Februar 1908 in Nikolsk; † 1. Mai 1984 in Moskau) war ein sowjetischer Bauingenieur.

## Leben
Bass arbeitete ab 1924 in verschiedenen Betrieben. Das Studium am Moskauer Autostraßen-Institut schloss er 1933 als Ingenieur für Straßen- und Brückenbau ab und arbeitete dann dort.
Ab 1935 arbeitete Bass in Organisationen des Mossowjet (Moskauer Stadt-Sowjet) für den Bau von Uferstraßen und Brücken. Während des Deutsch-Sowjetischen Kriegs war er Ingenieur-Major der Roten Armee. 1944 leitete er den Bau der Kiewer Ponton-Brücke über den Dnepr.
Bass wurde 1945 Chef und dann Chefingenieur der Straßen- und Brückenbau-Verwaltung der Stadt Moskau. Ab Februar 1968 leitete er die Hauptverwaltung für Wissenschaft und Technik beim Moskauer Stadt-Exekutivkomitee. Seit 1953 war er wiederholt zum Deputierten des Mossowjet gewählt worden.
Nach schwerer Krankheit starb Bass am 1. Mai 1984.

## Ehrungen, Preise
- Rotbannerorden[4]
- Orden des Roten Sterns
- Orden des Vaterländischen Krieges I. Klasse
- Leninorden
- Orden des Roten Banners der Arbeit (viermal)
- Ehrenzeichen der Sowjetunion
- Leninpreis im Bereich Technik (1959) zusammen mit S. M. Adjassow, G. A. Golodow, A. W. Wlassow, W. N. Nassonow, L. W. Jeschtschenko, W. P. Polikarpow, N. M. Resnikow, I. J. Roschin, A. F. Chrjakow, B. W. Schtschepetow, N. N. Ullas und A. A. Etmekdschijan für die Sanierung des Moskauer Rajons Luschniki und den Bau des Lenin-Zentralstadion-Sportkomplexes[1]
- Preis des Ministerrats der UdSSR